# Степенаста пирамида
Степенасте пирамиде су врсте спратних пирамидалних грађевина. Такве грађевине су настајале у бројним културама и различитим епохама. Служиле су као храмови или монументални гробови. 
- Зигурат у Уру
- Џосерова пирамида у Сакари
- Пирамида Маја у Чичен Ици